# Csabacsűd
Csabacsűd é uma vila da Hungria, situada no condado de Békés. Tem 66,85 km² de área e sua população em 2019 foi estimada em 1.764 habitantes.